# Icy Ivy
『Icy Ivy』（アイシーアイビー）は、日本のクリエイターズユニット・Who-ya Extendedの2枚目のEP。2021年8月11日にSME Records（Sony Music Labels Inc.）より発売。

## 概要
- 前作 EP『VIVID VICE』からは約6か月振りのリリース。
- CDは、通常版、初回生産限定盤、期間生産限定盤との3形態発売[1]。
- 初回生産限定盤の特典DVDには、表題曲「Icy Ivy」のミュージックビデオを収録。
- 期間生産限定盤の特典DVDには、「TVアニメ『NIGHT HEAD 2041』ノンクレジットオープニングムービー」を収録。
- 期間生産限定盤はNIGHT HEAD 2041アニメ盤ジャケット。OPの『Icy Ivy』のジャケットには黒木兄弟が、EDのMyukの『シオン』のジャケットには霧原兄弟が描き下ろされており、2作品のCDジャケットを並べることで繋がる仕様となっている。[2]
- EPリリースを記念して、有人で行う初のソロライブとなるスペシャルライブをパッケージ購入者限定100名を対象に8月20日に東京都内で開催。[3]
- 8月13日には自身リミックスによるEDM風リミックス音源『Icy Ivy (Coveted Eden MIX) - Sakura Chill Beats Singles』も配信リリース[4]。

## 楽曲説明
1. Icy Ivy
TVアニメ『NIGHT HEAD 2041』オープニングテーマ[1]。
7月15日に先行デジタル配信。[5]
・テーマは、世の中にたくさんある、誰かが決めた「それはよくない」とされていることに従うだけはなく、その先にある真実を追求することの大事さ。[6]。
・8月20日のライブでは、「ほかの誰かが『それはよくない』と言ったとしても、自分の選択に沿って皆さんが生きられるようにと思って作った曲です」と楽曲に込めた思いをファンに伝え、「僕と同じ思いを持つ人がいるなら、その人の背中を押すことができたら」と語った。[3]
・曲はアニメのストーリーや世界観からもインスピレーションを受けている。
・『NIGHT HEAD 2041』OP担当発表時のコメントは以下。[1]

　 - 新曲「Icy Ivy」は、定められた因果の渦に飲まれないよう必死に生きる主人公兄弟のような、運命や抑圧への行き場の無いアンチテーゼを込めたナンバーに仕上がりました。僕自身も含め、人がそれぞれ抱えている闇に光が差し込むような、そんな力を込めて歌っています。夜の街を駆け抜けていくような疾走感溢れるサウンドを、是非作品と共にお楽しみ下さい。
・ボーカルは、ボーカルエフェクトを減らして、生音に近いサウンドに仕上げている。[6]
2. Growling Ghoul
・コロナ禍で社会の形が変わって、どこか退廃的な世界の中でポツンと取り残されている感覚・イメージを音楽にした曲。[6]
・タイトルの「Growling」は動物の唸り声という意味もあって、自身が表現したいイメージとあっている。
・冒頭の歪んだ音のリフはギターをドロップチューニングで音を下げて、弦をダルダルにした状態で録っている。あと全体的にホワイトノイズを入れて、ざらついた感じにしている。
3. RAISE U UP
・この曲はメロディが優先で、歌詞は後付け。[6]
・彼らなりのミクスチャー・ロック。Linkin Parkのような、見た目もしっかりバンドだが「これ、ホントにバンドサウンドなの？」という音が入ったミクスチャーを自分たちでも作ってみたいと思って完成した曲。
・歌詞は、毎日のように悲しいニュースがある中で、音楽にできることは絶対にあるはずだと思い、まず自分を鼓舞するところから始めて、人を元気づけることができたらという思いがこもっている。
4. Call My Name
・ライブを意識しながら、オーディエンスの目の前でパフォーマンスしているところをイメージして、その人たちに向ける音楽を表現したいと作った曲。[6]
・ライブ会場で一方的に歌や言葉を投げかけるのではなくて、この曲を介して共鳴できたらと作った。

## 収録曲

### 全形態共通
| 全作詞・作曲・編曲: Who-ya Extended。 |                           |                 |                 |       |
| #                                     | タイトル                  | 作詞            | 作曲・編曲      | 時間  |
| 1.                                    | 「Icy Ivy」               | Who-ya Extended | Who-ya Extended | 03:18 |
| 2.                                    | 「Growling Ghoul」        | Who-ya Extended | Who-ya Extended | 03:41 |
| 3.                                    | 「RAISE U UP」            | Who-ya Extended | Who-ya Extended | 02:33 |
| 4.                                    | 「Call My Name」          | Who-ya Extended | Who-ya Extended | 03:52 |
| 5.                                    | 「Icy Ivy」(Instrumental) | Who-ya Extended | Who-ya Extended | 03:17 |
| 合計時間:                             | 合計時間:                 | 16:41           |                 |       |

### 期間生産限定盤（アニメ盤）
| 全作詞・作曲・編曲: Who-ya Extended。 |                           |                 |                 |       |
| #                                     | タイトル                  | 作詞            | 作曲・編曲      | 時間  |
| 1.                                    | 「Icy Ivy」               | Who-ya Extended | Who-ya Extended | 03:18 |
| 2.                                    | 「Growling Ghoul」        | Who-ya Extended | Who-ya Extended | 03:41 |
| 3.                                    | 「RAISE U UP」            | Who-ya Extended | Who-ya Extended | 02:33 |
| 4.                                    | 「Call My Name」          | Who-ya Extended | Who-ya Extended | 03:52 |
| 5.                                    | 「Icy Ivy」(TV-Size)      | Who-ya Extended | Who-ya Extended | 01:29 |
| 6.                                    | 「Icy Ivy」(Instrumental) | Who-ya Extended | Who-ya Extended | 03:17 |
| 合計時間:                             | 合計時間:                 | 18:10           |                 |       |

## 評価
- Real Soundは、「アニメ『NIGHT HEAD 2041』オープニング曲に起用された表題曲「Icy Ivy」は、“生々しいバンド感×鋭利なデジタルサウンド”という彼のスタイルをさらに進化させたアッパーチューン。既存の価値観を疑い、真理を追究する姿勢を描いた歌詞、冷徹さとエモさを共存させたボーカルもきわめて独創的だ。さらにコロナ禍の退廃的なイメージを具現化したロックナンバー「Growling Ghoul」、90年代ミクスチャーの現代版とも言える「RAISE U UP」、スタジアムロック的なスケール感、リスナーに対する思いをが融合した「Call My Name」を収録。音楽的ルーツと現在のモードが同時に体感できる作品だ」と評した。[7]。
- The F1RST TIMESは、Who-ya Extendedを「ロック不毛と言われる時代に最前線でオルタナティブなサウンドを鳴らす、若き才能。ラウドロックやミクスチャーの色合い、インダストリアル・メタルな匂いも醸し出す」「国内シーンにおいて異端」と評価した上で、リード曲Icy Ivyは「ハートに直結する歌声が心に突き刺さる」、EPの残り3曲は「リード曲に負けない主張を感じる『Icy Ivy』粒ぞろいな収録楽曲」と評価した。[8]。